# فرانکلین لوفرانی
فرانکلین لوفرانی (متولد ۲۵ اکتبر ۱۹۴۲ در الجزیره، الجزایر) رئیس شرکت اسمایلی است که صاحب نشان تجاری و حق کپی رایت چهره و نام Smiley در بسیاری از کشورهاست.

## تاریخچه
فرانکلین لوفرانی بیش از ۵ دهه به کار روزنامه‌نگاری همچنین پست‌های ارشد در صنعت مجوزدهی پرداخته است.
کارش را در ۱۹۶۰ به عنوان ویراستار در روزنامه فرانس سوار به عنوان نویسنده آگهی‌های تجارتی تبلیغاتی آژانس تبلیغاتی ماسیوس لاندا شروع کرد. در در سال ۱۹۶۹ بخش مجوزدهی انتشارات اشت در فرانسه را تأسیس نمود تا حقوق بابار فیله و سایر شخصیت‌های کتاب‌های این ناشر را مجوزدهی کند.
در سال ۱۹۷۲ لوفرانی اولین شخصی شد که چهره Smiley را به نشان تجاری تبدیل کرد و آن را تبلیغ کرد. او از آن برای برجسته کردن داستان‌های خبری خوب در روزنامه فرانس سوار استفاده کرد. او به این طراحی نام ساده "اسمایلی" را داد و شروع به مجوزدهی حقوق آن از طریق شرکت خود، شرکت بین‌المللی مدیریت دانش (KIM) کرد.
سپس در ۱۹۷۳ رئیس هیئت مدیره و مدیرعامل Junior Productions شد که عامل مجوزدهی مارول کمیکس، هانا باربارا، لری هارمون و سایر سازمان‌های مجوزدهی جهانی ایالات متحده و همچنین سازمانهای در حال ظهور ژاپنی مانند Goldorak یا(Yūfō Robo Gurendaizā به ژاپنی)، Prince Saphir یا (Ribon no Kishi به ژاپنی) و سازمانهای بسیار دیگر شد.
در سال ۱۹۷۷ شرکت Télé-Junior S.A را راه انداخت و رئیس هییت مدیره و مدیر انتشارات Télé-Junior شد. در سال ۱۹۷۸ همچنین مدیر انتشارات Télé-Parade شد. لوفرانی در این مقطع زمانی به دلیل اقدامات خلاقانه در نشر و توزیع مجلات، صفحات موسیقی، نوارها و نوارهای ویدئویی اعتبار کسب کرد و اطلاع‌رسانی دربارهٔ سازمان مجوز دهی خود را افزایش داد و اولین عامل مجوزدهی شد که از سازمان‌های خود (مارول، هانا باربرا، لری هارمون) با استفاده از کارزارهای رسانه‌ای و انتشاراتی پشتیبانی می‌کند.
در سال ۱۹۸۰ لوفرانی به دبیرکلی S.P.P.S یا (Syndicat des Publication Périodiques Spécialisées) منصوب شد و در آگوست همان سال SARL Junior d’aujourd’hui را به عنوان بخشی از Femmes d’Aujourd’hui تأسیس کرد.
با گسترش شهرت لوفرانی در صنعت انتشارات، در سال ۱۹۸۱ عضو هیئت مشاورین F.N.P.H.P یا (Fédération Nationale de la Presse Hebdomadaire et Périodique) شد و سپس در سال ۱۹۸۴ عضو کمیسیون تبلیغاتی F.N.P.H.P شد.
در اکتبر ۱۹۸۱ سهام SARL Junior d’aujourd’hui در Femmes d’aujourd’hui را خرید و مالکیت و حقوق بهره‌برداری از “Télé-Junior” را در شرکت خود SARL Junior Productions بدست آورد.
در همین زمان فرانکلین لوفرانی به گسترش شرکت اسمایلی به عنوان سازمان جهانی مجوزدهی ادامه داد و در سال ۱۹۹۶، نیکولاس لوفرانی در لندن به پدرش پیوست تا در شرکت اسمایلی کار کند. به کمک یکدیگر آن‌ها شرکت مجوزدهی اسمایلی، همه حقوق نشان تجاری قبلی فرانکلین لوفرانی را بازپس گرفت و از ۱۹۷۱ لوگوی اسمایلی را اداره می‌کند.

## ایجاد برند اسمایلی
در سال ۱۹۷۱، لوفرانی با پیر لازارف ویراستار ارشد روزنامه فرانس سوار را به چالش کشید تا در زمانی که به نظر می‌رسید خبرهای بد همه‌گیر شده‌اند، کارزاری برای گسترش اندکی شادکامی ایجاد کند. او این ایده رسید که لوگوی ساده‌ای طراحی کند که برای پررنگ کردن خبرهای خوب استفاده شود.
لوگو به‌طور رسمی تحت INPI سازمان ملی مالکیت صنعتی فرانسه در ۱ اکتبر ۱۹۷۱ برای دسته ۱، ۲، ۴، ۹، ۱۴، ۱۵، ۱۶، ۱۸، ۲۰، ۲۱، ۲۴، ۲۵، ۲۸، ۲۹، ۳۰، ۳۲، ۳۳، ۳۴، ۳۵، ۳۸، ۳۹، ۴۱ از محصولات و خدمات ثبت تجاری شده‌است.
لوگوی اسمایلی شنبه ۱ ژانویه ۱۹۷۲ وقتی به دنیا آمد که روزنامه فرانسوی فرانس سوار تبلیغ شادکامی لوفرانی با عنوان «برای لبخند وقت بگذارید» را منتشر کرد. این کار اولین ادعای منتشر شده و دارای تاریخ مالکیت حق نشر لوگوی اسمایلی است.
خیلی پیشتر از اینکه تبلیغ گسترده شود، موقعیت‌های مجوزدهی متعددی برای اسمایلی در صنایع مختلف پیش آمد. اسمایلی به صورت پدیده تجاری عظیمی رشد کرد.
کارزار اسمایلی همچنین توسط روزنامه‌های اروپایی دیگری مانند د تلگراف، بلیک، لا ونگوردیا نیز بازپخش شد.

## مؤسسه SmileyWorld
در سال ۲۰۰۵ لوفرانی خیریه مؤسسه SmileyWorld یا (SWA) را تأسیس کرد. تصمیم گرفت تا بخشی از سود شرکت را واگذار کند تا حامی پروژه‌های اجتماعی در سراسر جهان شود.